# Kawiarnia Secesya w Krakowie
Kawiarnia Secesya – nieistniejąca już kawiarnia znajdująca się w Krakowie, na rogu ulic św. Anny i Wiślnej, na Starym Mieście.
Kawiarnia Secesya została założona w 1889 roku przez I. Wójcikiewicza na pierwszym piętrze przebudowanej kamienicy Czeczotki, znajdującej się na rogu ulic św. Anny i Wiślnej, na krakowskim Starym Mieście. Jako pierwsza kawiarnia w Krakowie organizowała w oddzielnej sali budynku koncerty muzyki kameralnej.  
Po śmierci I. Wójcikiewicza właścicielami kawiarni byli J. Skotnicki oraz F. Bański. W czasie II wojny światowej w miejscu kawiarni została założona restauracja „Haus Krakau”. Po zakończeniu wojny restauracja została zamknięta a w jej miejscu stanął dom handlowy. 